# 须花无心菜
须花无心菜（学名：Arenaria pogonantha）为石竹科无心菜属的植物。分布在缅甸以及中国大陆的云南、西藏、四川等地，生长于海拔3,000米至4,400米的地区，多生长在高山草甸中变质石灰岩缝隙中，目前尚未由人工引种栽培。